# Polakustična kitara
Polakustična kitara je električna kitara z votlim trupom, na katerem sta po navadi dva violinska izreza. Ima prostostoječo leseno kobilico in eden ali dva pick up magneta. Največ se dandanes uporablja v :
- narodnozabavna glasba
- blues
- jazz